# Spin (Everybody's Doin' It)
«Spin (Everybody's Doin' It)» — другий сингл другого студійного альбому австралійської співачки Ванесси Аморозі — «Change». В Австралії сингл вийшов 28 жовтня 2002. На Australian Singles Chart посів 34 місце і пробув у топі-50 два тижні.

## Список пісень
| #  | Назва                                                                       | Тривалість |
| -- | --------------------------------------------------------------------------- | ---------- |
| 1. | «Spin (Everybody's Doin' It)» (версія для радіо Англії)                     | 03:04      |
| 2. | «Spin (Everybody's Doin' It)» (реміксована Tattoo vs Curt версія для радіо) | 03:00      |
| 3. | «Spin (Everybody's Doin' It)» (розширений ремікс Tattoo vs Curt)            | 04:26      |
| 4. | «Dream» (версія для радіо)                                                  | 03:44      |

## Чарти
| Чарт (2002)              | Місце |
| ------------------------ | ----- |
| Australian Singles Chart | 34    |